# Thalictrum morisonii
Thalictrum morisonii là một loài thực vật có hoa trong họ Mao lương. Loài này được C.C.Gmel. miêu tả khoa học đầu tiên năm 1826.